# Шнейцхоффер, Жан-Мадлен
Жан-Мадлен Шнейцхоффер (13 октября 1785, Тулуза — 14 (либо 4:445) октября 1852, Париж) — композитор эпохи романтизма, сыгравший заметную роль в истории балетного театра:23. Автор шести балетных партитур, он в первую очередь известен как композитор «Сильфиды» — спектакля, ставшего настоящим символом романтического балета.

## Биография
Жан-Мадлен был сыном гобоиста, игравшего в оркестре парижской Оперы и преподававшего в  Консерватории (фр. Conservatoire de musique):342-351; судя по фамилии, его отец был выходцем из Германии:86. 
Шнейцхоффер был студентом той же парижской Консерватории музыки, где обучался у профессора Шарля Кателя. Обладая редкой музыкальностью он, по свидетельству художника-декоратора Шарля Сешана, «играл почти на всех инструментах и был одарённейшим пианистом». В 1803 году Шнейцхоффер выиграл II приз среди пианистов.
Композитор Фроманталь Галеви утверждал, что Шнейцхофферу для того, чтобы занять среди мастеров место, достойное его таланта, следовало обладать менее беспечным характером, большей последовательностью в мыслях, меньшим отвращением к работе и, пожалуй, более удобопроизносимым именем:86. Действительно, фамилия композитора была столь трудна для произношения, что в Опере немецкое «Шнейцхоффер» превратилось во французское «Шенесерф», а сам Жан-Мадлен в шутку писал на своих визитных карточках в скобках вслед за фамилией: «Читайте, Бертран»:86.
Жан-Мадлен пришёл в театр в 1815 году и поначалу занимал должность литавриста в оркестре, которая через какое-то время перестала его устраивать. Так как дирижёр Франсуа Хабенек, ценя безупречный слух и практическое знание инструментовки своего оркестранта, не отпускал его, Шнейцхоффер решил уволиться весьма оригинальным способом:

Как-то во время грациозного pas de deux он вдруг заставил раскатисто грохотать литавры, две-три минуты ошеломлял Хабенека, танцовщиков и зрителей, после чего несколько раз подбросил и с ловкостью жонглёра поймал свои палочки и вышел из оркестра.— Charles Séchan. Souvenirs d'un homme de théâtre. Paris, 1883:86.
После такой эскапады Шнейцхоффер был уволен из оркестра, однако вскоре вернулся в театр и с 1822 года служил уже в качестве аккомпаниатора и второго хормейстера. 
Начиная с 1818 года, когда состоялась премьера его первого балета, «Прозерпина», Жан-Мадлен начал сочинять музыку для разных балетмейстеров, работавших в Опере, среди которых были Пьер Гардель, Альбер, Андре-Жан-Жак Деге, Жан-Батист Блаш, Анатоль, Филиппо Тальони и Жан Коралли.
В ту эпоху балетмейстеры ставили спектакли на собранную музыку, чаще всего скомпонованную из популярных и хорошо известных публике оперных фрагментов и песенных мелодий. Шнейцхоффер стал первым, кто попытался изменить существующую практику, за что подвергался немалой критике начиная с самого первого своего сочинения — балета «Прозерпина», премьера которого состоялась 18 февраля 1818 года: 

Музыка принадлежит молодому человеку, который, судя по увертюре и некоторым мотивам балета, заслуживает поощрения. Но я твёрдо верю (а опыт поддерживает моё мнение), что умело подобранные к ситуациям мотивы всегда лучше служат намерениям хореографа и яснее раскрывают его замысел, нежели музыка почти полностью новая, которая, вместо того чтобы пояснять пантомиму, сама ждёт пояснений.— Кастиль-Блаз, Journal des débats, 20 февраля 1818:227-228.
Несмотря на нападки критиков, вслед за Шнейцхоффером от традиции создания балетных партитур, собранных из музыкальных фрагментов на мотивы других (чаще всего оперных) известных произведений, начали отходить и другие композиторы — Фердинан Герольд, Фроманталь Галеви, и, в первую очередь —  Венцель фон Галленберг с его балетом «Альфред Великий» (1820). Таким образом, они постепенно оттеснили от создания балетных партитур ремесленников-составителей коллажей из популярных опер и, тем самым, открыли путь для творчества таких композиторов, как Адольф Адан, Лео Делиб, а затем — и Пётр Чайковский.
Шнейцхоффер дорожил своей репутацией самостоятельного автора и при создании партитур всегда — за исключением создания балета «Сильфида» совместно с Филиппо Тальони в 1832 году — работал отдельно от хореографа. 
В 1826 году, использовав вставки из Моцарта, Гайдна и Гретри, он сделал новую партитуру для балета 1809 года «Марс и Венера», который, кроме Парижа, уже исполнялся в Лионе и Марселе:111. Балет имел такой успех, что согласно свидетельству Альфонса Руайе в его «Истории Оперы», «выдающийся музыкант» Шнейцхоффер «заставил весь Париж устремиться в Оперу на его балет „Марс и Венера, или сети Вулкана“, исполняемый Альбером и мадемуазель Легалуа»:83.
1 апреля 1827 года он получил должность профессора сольфеджио вокального отделения Императорской консерватории музыки и декламации:379.
В 1829 году специально для прощального бенефиса Пьера Гарделя Шнейцхоффер переделал партитуру его знаменитого балета «Психея»: это было 561-е представление спектакля со дня его премьеры 14 декабря 1790 года, роль Психеи впервые исполнила Мария Тальони:215.  
С 1 сентября 1831 года композитор был также профессором женского:379-409 (мужского?:445) хорового класса вокального отделения Императорской консерватории. 
В 1832 году Шнейцхоффер написал музыку к балету «Сильфида» (балетмейстер — Филиппо Тальони). При создании картины «Шабаш», открывающей II акт балета, композитор отталкивался от концертного номера «Ведьмы» (вариации на тему балета «Орех Беневенто» для скрипки с оркестром, 1813) в исполнении их автора, Никколо Паганини:173, также был использован фрагмент из оперы Буальдьё «Калиф Багдадский». 
Спектакль принёс славу его создателям, в первую очередь — исполнительнице главной роли балерине Марии Тальони. Композитора же критика в целом не одобрила, пеняя в очередной раз на излишнюю самостоятельность его партитуры:171. В то же время, Кастиль-Блаз нашёл партитуру «великолепной и бесконечно существенной для той отрасли искусства, что может стать важной, если человек талантливый и умный решит её развивать»:87, а Луи Виардо несколькими годами спустя, отзываясь о премьере балета Адана «Дева Дуная» и имея в виду мелодичность произведения Шнейцхоффера, закончил свою статью словами: «Возьмите интродукцию второго акта «Сильфиды» — это балетная музыка, но она не контрданс». 
С годами музыка Шнейцхоффера была оценена по достоинству: Теофиль Готье в I томе своей «Истории сценического искусства во Франции» (фр. Histoire de l’art dramatique en France depuis 25 ans, 1858) отзывался о музыке «Сильфиды», как «наверняка одной из лучших среди существующей балетной музыки»:86.
Композитор создал для балета изящную, мелодичную и ритмически тонко разработанную музыку, которая воплощает разнообразные эмоциональные состояния героев и гибко следует за действием. Эти достоинства партитуры несомненно повлияли на современную сценическую жизнь балета, и в XXI веке являющегося одним из популярных спектаклей классического наследия. 
В 1834 году состоялась премьера его последнего спектакля, «Буря, или Остров духов», для которого композитор создал несколько блестящих номеров, среди которых выделялся вакхический танец гномов. 
В том же 1834 году Август Бурнонвиль, придя в восхищение от танца Тальони и чудес машинерии в «Сильфиде» и решив поставить собственную версию спектакля в Королевском театре Копенгагена, сослался на «недоступную дороговизну партитуры Шнейцхоффера» как на одну из основных причин того, что ему пришлось заказать новую партитуру датскому композитору Герману фон Левенскольду:369. 
Шнейцхоффер имел весёлую неуравновешенность характера, которую в конце его жизни сменила душевная болезнь. 
1 января 1851 года он вышел на пенсию, скончался менее чем 2 года спустя, 14 (либо 4) октября 1852 года.

## Сочинения
- 18 февраля 1818[* 6] — «Прозерпина», балет в 3-х актах по поэме Жозефа Мишо «Похищение Прозерпины», балетмейстер — Пьер Гардель
- 3 июня 1818 — «Деревенский соблазнитель, или Клэр и Мекталь», комический балет в 2-х актах, балетмейстер — Альбер
- 20 октября 1824 — «Земира и Азор»[* 7], балетмейстер — Андре-Жан-Жак Деге
- 29 мая 1826 — «Марс и Венера, или Сети Вулкана»[* 8], балетмейстер — Жан-Батист Блаш
- 11 июня 1827 — «Сицилиец, или Любовь-живописец»[* 9] (совместно с Фернандо Сором, вставное pas de deux для дебюта Марии Тальони[* 10] — Йозеф Майзедер), балетмейстер — Анатоль
- 23 февраля 1829 — «Психея» (переделка партитуры балета для прощального бенефиса Пьера Гарделя, 561-е представление балета)
- 12 марта 1832 — «Сильфида», балетмейстер — Филиппо Тальони
- 15 сентября 1834 — «Буря, или Остров духов», балетмейстер — Жан Коралли

## Признание
- 1840 — кавалер Ордена Почётного легиона[1]:445